# Distretto di Khulna
Il distretto di Khulna è un distretto del Bangladesh situato nella divisione di Khulna. Si estende su una superficie di 4394,45 km² e conta una popolazione di 2.318.527 abitanti (dato censimento 2011).

## Suddivisioni amministrative
Il distretto si suddivide nei seguenti sottodistretti (upazila):
- Terokhada
- Batiaghata
- Dacope
- Dumuria
- Dighalia
- Koyra
- Paikgachha
- Phultala
- Rupsa